# Mashtūl as Sūq
Mashtūl as Sūq är en ort i Egypten.   Den ligger i guvernementet ash-Sharqiyya, i den norra delen av landet, 40 km norr om huvudstaden Kairo. Mashtūl as Sūq ligger 15 meter över havet och antalet invånare är 45 798.
Terrängen runt Mashtūl as Sūq är platt. Runt Mashtūl as Sūq är det mycket tätbefolkat, med 1 517 invånare per kvadratkilometer. Närmaste större samhälle är Bilbays, 18,9 km öster om Mashtūl as Sūq. Trakten runt Mashtūl as Sūq består till största delen av jordbruksmark.